# Julius Beresford
Julius Beresford Wiszniewski (ur. 18 lipca 1868 w Shoreham, zm. 29 września 1959 w Goring-on-Thames) – brytyjski wioślarz, srebrny medalista olimpijski.
Był synem Juliusa Bernharda Wiszniewskiego, handlarza, który przybył do Wielkiej Brytanii z Gdańska, będącego wówczas częścią Królestwa Prus. Młodszy Beresford przestał używać nazwiska Wiszniewski pod koniec XIX wieku, kiedy rozpoczął starty w klubie Kensington RC.
Wystąpił na igrzyskach olimpijskich w Sztokholmie w 1912, gdzie brytyjska osada Thames Rowing Club w składzie: Julius Beresford, Karl Vernon, Charles Rought, Bruce Logan i Geoffrey Carr zdobyła srebrny medal w czwórkach ze sternikiem. Był to jego jedyny start olimpijski.
Jeszcze w czasie aktywnej kariery był kapitanem i trenerem Thames Rowing Club.
W czerwcu 1897 poślubił Ethel Wood, z którą miał trójkę dzieci, w tym Jacka Beresforda, także wioślarza. Jego wnuk, Michael Beresford, również uprawiał wioślarstwo.
Razem ze swym szwagrem założył firmę Beresford & Hicks, która zajmowała się produkcją mebli. 